# Sour Lake
Sour Lake is een plaats (city) in de Amerikaanse staat Texas, en valt bestuurlijk gezien onder Hardin County.

## Demografie
Bij de volkstelling in 2000 werd het aantal inwoners vastgesteld op 1667.
In 2006 is het aantal inwoners door het United States Census Bureau geschat op 1735, een stijging van 68 (4,1%).

## Geografie
Volgens het United States Census Bureau beslaat de plaats een oppervlakte van
4,5 km², geheel bestaande uit land. Sour Lake ligt op ongeveer 15 m boven zeeniveau.

## Plaatsen in de nabije omgeving
De onderstaande figuur toont nabijgelegen plaatsen in een straal van 24 km rond Sour Lake.